# Douglas-Schmalfuß-Beutelmaus

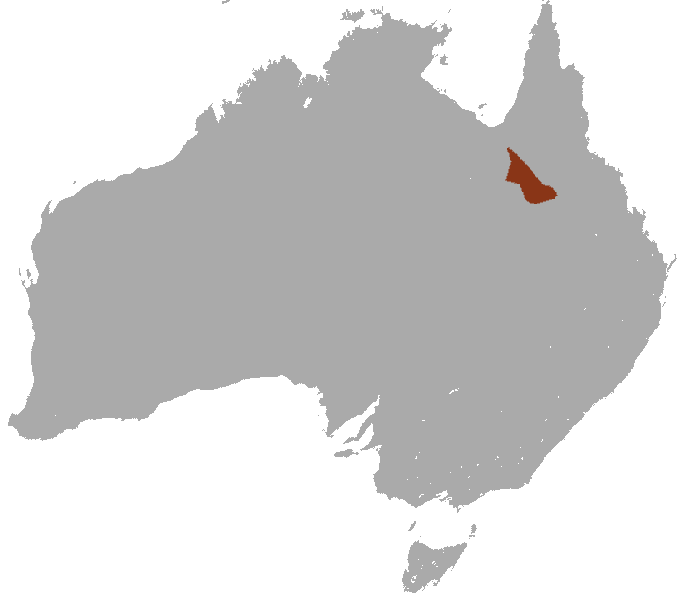
Verbreitungskarte von Sminthopsis douglasi

Die Douglas-Schmalfuß-Beutelmaus (Sminthopsis douglasi), auch als Julia-Creek-Schmalfußbeutelmaus bekannt, ist eine Beuteltierart aus der Gattung der Schmalfuß-Beutelmäuse. 
Die Art ist nach dem Ehepaar Athol M. und Marion Douglas benannt, das in Australien für ein Museum tätig war.

## Beschreibung
Die Douglas-Schmalfuß-Beutelmaus ist die größte Art ihrer Gattung. Ihre Körperlänge variiert zwischen 160 und 240 Millimetern, wovon der Schwanz, der als Fettspeicher dient, 60 bis 105 Millimeter ausmacht. Ihr Gewicht beträgt zwischen 40 und 70 Gramm. Der Hinterfuß erreicht eine Länge von 22 bis 24 Millimetern. S. douglasi hat braunes Fell mit grauen Flecken, einen dunklen Streifen von der Stirn bis zur Nase und einen weißen Bauch. Typisches Unterscheidungsmerkmal zu anderen Sminthopsis-Arten sind dunkle Haarringe um die Augen.

## Verbreitung und Lebensraum
Diese Beutelmaus lebt im Nordwesten des australischen Bundesstaats Queensland in den Mitchell-Grass-Bergen (Mitchell Grass Downs) nahe den Orten Julia Creek (nach dem diese Schmalfuß-Beutelmaus ihren englischen Namen erhielt) und Richmond. Zudem lebt die Art möglicherweise auf dem Mitchell-Plateau in Westaustralien.

## Lebensweise und Ernährung
Die Douglas-Schmalfuß-Beutelmaus ist nachtaktiv, den Tag verbringt sie in selbst gegrabenen Erdlöchern. Bei Regen sucht sie auch unter niedriger Vegetation Schutz.
Die vorwiegende Nahrung dieser Beutelmaus besteht aus Insekten, Hundertfüßern, Spinnen, Skorpionen und Skinken. Sie jagen aber auch Eidechsen und Mäuse. Die Art trinkt nicht häufig, da sie ausreichend Feuchtigkeit durch den Verzehr von Nahrung erhält.

## Fortpflanzung
Die Fortpflanzung kann zu jeder Jahreszeit erfolgen. Die Tragzeit beträgt zwölf Tage. Neugeborene haben eine Größe von 4 Millimetern und ein Gewicht von 15 Milligramm. Sie atmen zunächst über ihre Haut. Bis zu acht Junge werden in einer beutelartigen Hautfalte am Bauch des Weibchens gesäugt. Jungtiere erbeuten bereits im Alter von zehn Wochen selbstständig Insekten. 
Weibchen werden mit 17 bis 27 Wochen geschlechtsreif, Männchen mit 28 bis 31 Wochen. Diese Reifeverschiebung könnte dazu dienen, Inzuchten zwischen Geschwistertieren zu verringern.

## Gefährdung
Bis zu ihrer Wiederentdeckung war die Art nur von vier Funden bekannt. Obwohl die Populationsgröße von der Tendenz her abnimmt, wird die Art von der IUCN als gering gefährdet (near threatened) gelistet, steht aber in Australien als bedrohte Art unter gesetzlichem Schutz.
Hauptbedrohung stellen die Umwandlung ihres Lebensraums in Viehweiden dar und die Prädation durch eingeschleppte Arten wie Katze und Fuchs. Auch die Duftende Akazie (Acacia nilotica) ist eine Gefahr für den Lebensraum dieses Beutelsäugers, da die in den 1890er-Jahren eingeführte Akazie durch starke Beschattung und hohen Wasserbedarf neben der Zerstörung des Graslandes die Ausbildung von Unterholz behindert, das von Sminthopsis douglasi als Schutz- und Rückzugsraum benötigt wird.